# Rhachotropis clemens
Rhachotropis clemens är en kräftdjursart som beskrevs av J. L. Barnard 1967. Rhachotropis clemens ingår i släktet Rhachotropis och familjen Eusiridae. Inga underarter finns listade i Catalogue of Life.